# Niemienice (województwo lubelskie)
Niemienice – wieś w Polsce położona w województwie lubelskim, w powiecie krasnostawskim, w gminie Krasnystaw.
| SIMC    | Nazwa   | Rodzaj    |
| ------- | ------- | --------- |
| 1066099 | Gajówka | część wsi |

W latach 1954–1959 wieś należała i była siedzibą władz gromady Niemienice, po jej zniesieniu w gromadzie Zażółkiew. W latach 1975–1998 miejscowość położona była w województwie chełmskim.
Przez miejscowość przepływa rzeka Żółkiewka, dopływ Wieprza.
W 2011 roku w Niemienicach oddano do użytku Wiejski Dom Kultury, w którym siedzibę mają: filia Biblioteki Gminnej, Koło Gospodyń wiejskich oraz Wiejski Dom Kultury z salą konferencyjną.
Z Niemienicami graniczy Rezerwat przyrody Wodny Dół z unikatową w skali kraju roślinnością. Przez wieś przebiega również trasa rowerowa, która prowadzi przez okolice pobliskiego miasta Krasnystaw.
W czasie II wojny światowej we wsi Niemienice działał partyzancki oddział Batalionów Chłopskich, który we wrześniu 1943 roku wymaszerował z Niemienic na Krasnostawskie więzienie. Słynna akcja oswobodzenia więzienia bez oddania ani jednego strzału. Mieszkańców Niemienic poległych w walkach podczas II wojny światowej upamiętnia pomnik przy przebiegającej przez wieś drodze wojewódzkiej nr. 842.
Wieś stanowi sołectwo gminy Krasnystaw. Według Narodowego Spisu Powszechnego (III 2011 r.) wieś liczyła 354 mieszkańców.
Wierni Kościoła rzymskokatolickiego należą do parafii św. Franciszka Ksawerego w Krasnymstawie lub do parafii Matki Bożej Pocieszenia w Krasnymstawie.

## Historia
Wieś występuje w dokumentach źródłowych w roku 1448 jako Niemienycze. Według lustracji z 1628 roku wchodziła w skład starostwa krasnostawskiego (zobacz t.IV, 643-1).
Słownik geograficzny Królestwa Polskiego z roku 1886 wymienia Niemienice jako wieś w powiecie krasnostawskim, gminie i parafii Krasnystaw. Wieś posiadała wówczas szkołę początkową ogólną.
Według spisu z 1827 roku było tu 21 domów i 195 mieszkańców.

## Odznaczenia
- Order Krzyża Grunwaldu III klasy (1985)[13]